# Сцибор-Мархоцкий, Игнаций
Игнаций Сцибор-Мархоцкий (по прозвищу Редукс) (пол. Ignacy Ścibor "Redux" Marchocki); 1755, с. Ярочки — 29 сентября 1827, с. Отроков, Подолия; ныне — Новоушицкого района Хмельницкой области Украины) — польский шляхтич, вольтерьянец и вольнодумец эпохи Просвещения, известный тем, что объявил на подвластных ему территориях Миньковецкое государство. Герой неоконченной повести Ю. Словацкого «Король Ладавы» (Le roi de Ladava). 

## Биография
Представитель шляхетского рода герба Остоя. Майор войска польского. Унаследовал от своего дяди Миньковцы с окрестными сёлами, а также замок Отроков. На его землях проживало около 4200 человек, многие из которых евреи. 

После присоединения Подолья к Российской империи граф Сцибор-Мархоцкий, к удивлению царской администрации, установил по периметру своих поместий, зажатых между Россией и землями Габсбургов, пограничные столбы, указывающие, что здесь проходит граница Миньковецкого государства. На территории своих 10 сёл Мархоцкий создал, как ему казалось, виртуальное государство в составе Российской империи. 

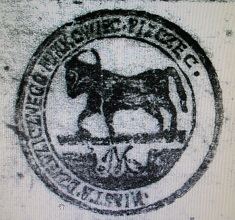
Миньковецкая печать

Вдохновляясь идеями французских просветителей Руссо и Вольтера, провёл в имениях много реформ. Среди прочего, в 1795 отменил крепостное право, создал двухпалатный парламент и суды, открытые для всех граждан своего «государства». Печатал собственную валюту. Написал для своих «подданных» конституцию, издал свод права на латыни («Status Minkowiecki»). Начал строительство нескольких школ. Открыл типографию в Миньковцах и суконную фабрику в Дунаевцах. 
Вначале российский император не обращал внимания на «чудачества» Сцибор-Мархоцкого, однако, когда до него дошли жалобы местного епископа, что помещик склоняет своих крестьян к языческим празднествам, приказал подольскому генерал-губернатору арестовать его. Согласно поступавшим жалобам, Мархоцкий ввёл в своих владениях культ Цереры, приношением которой заканчивался каждый сбор урожая. Брачные церемонии крестьян лично совершал в поле, нарядившись в тогу и с жезлом в руке.

Триумфальную колесницу с троном на помосте тянули восемь черных волов с позолоченными рогами. На троне сидел Мархоцкий в алой римской тоге и со скипетром в руке. Он осыпал свой народ золотыми монетами. Процессия останавливалась на поле между селами. Граф обрызгивал водой хлеба и жнецов. Потом люди садились за общий стол. Гуляли с фейерверками до утра.

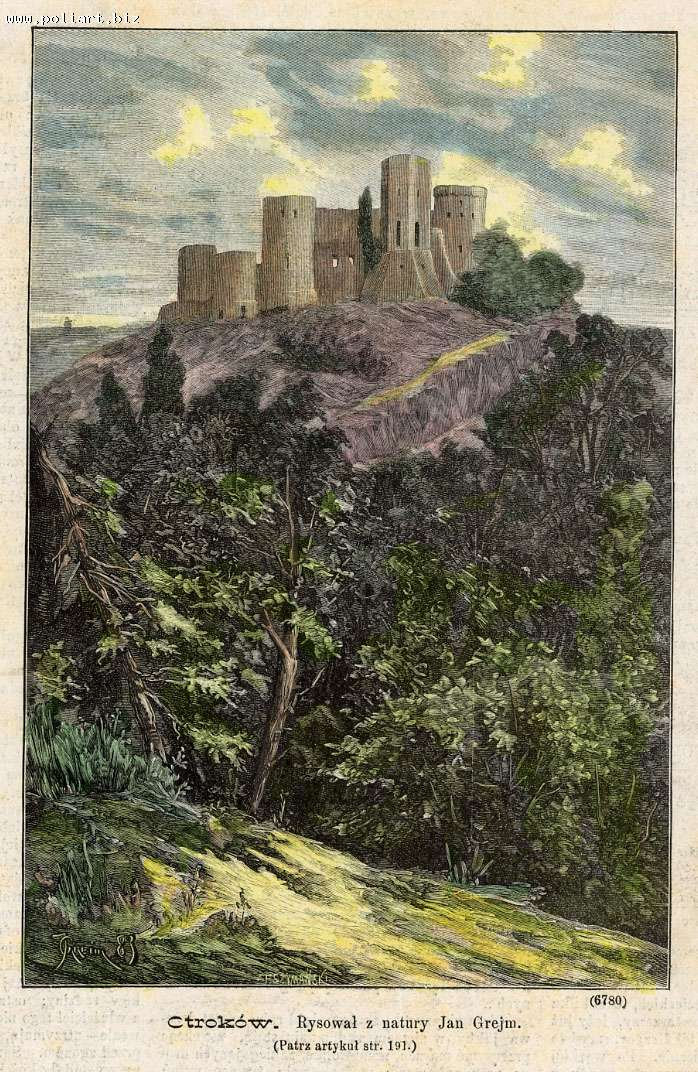
Отроковский замок

В 1813 году за Мархоцким был признан титул графа, который он использовал еще с 1759 г. В 1814 Мархоцкий был избран шляхтой Юго-Западного края организатором транспорта с провиантом для русской армии в Варшаву. Во время поездки называл себя «Dux» (вождь, герцог), а после успешного выполнения миссии взял себе к фамилии каламбурное прибавление «Redux» (вернувшийся). В 1822 Игнация Сцибор-Мархоцкого лишили графского достоинства за «беспокойный нрав», сутяжничество и различные воззвания к правительству. Попытки Мархоцкого вернуть титул продолжались до 1826 года.
И. Сцибор-Мархоцкий был крупным землевладельцем не только Подольской, но и Новороссийской губернии. В начале XIX века купил огромные участки земли (более 16 000 десятин) по обеим сторонам Одессы на берегу Чёрного моря, которые были записаны на имя его жены, дочери королевского кондитера, итальянки Евы Руффо: территорию к югу от Овидиополя, селение Грибовка на р. Барабой и территории нынешних сел Каролино-Бугаз, Роксоланы, а севернее Одессы — Алтестово (Деволановка) и др. 
Похоронен в костёле села Отроков. После смерти И.Сцибор-Мархоцкого земли возле Одессы (т. н. Руффиполис) унаследовали его дети: Кароль, Пульхерия, Юлия и Эмилия.